# آلتون، همپشر
longitudeآلتون، همپشرlatitudeآلتون، همپشر
آلتون، همپشر (به انگلیسی: Alton, Hampshire) یک شهرک در بریتانیا است که در انگلستان واقع شده‌است.

## خصوصیات
آلتون ۱۷٬۸۱۶ نفر جمعیت دارد.

## خواهرخوانده
شهر Montecchio Maggiore خواهرخواندهٔ آلتون، همپشر هست.